# Claudia Bunge
Claudia Mary Bunge (sinh ngày 21 tháng 9 năm 1999) là một cầu thủ bóng đá người New Zealand hiện thi đấu cho Melbourne Victory và đội tuyển quốc gia New Zealand.